# Якоб Ердхайм
Якоб Ердгайм (24 травня 1874, Борислав, † 18 квітня 1937, Відень) — австрійський патологоанатом. Одним із його учнів був Фріц Шайович.

## Життя

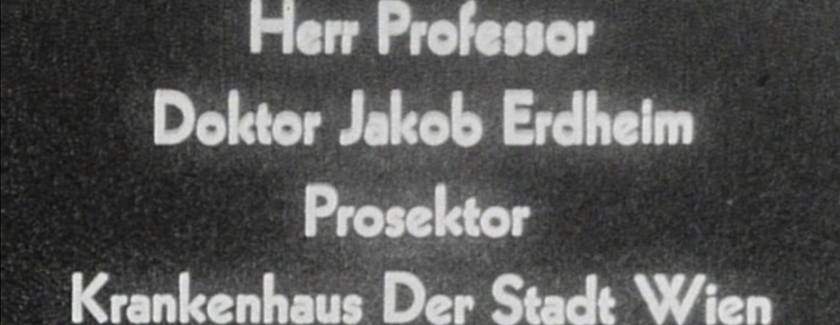

Якоб Ердхайм народився 1874 року в містечку Борислав (тоді Австро-Угорщина), навчався в школі у місті Дрогобич. Після закінчення медичних студій у Віденському університеті він отримав докторський ступінь у 1900 році та влаштувався в патолого-анатомічний інститут цього університету, очолюваний Антоном Вайхсельбаумом. У 1913 році він був призначений старшим професором і очолив Просектуру дитячої лікарні Св. Анни. У 1924 році він почав працювати патологоанатомом у Kaiser-Jubiläums-Spital до своєї смерті в 1937 році. Розтин показав, що причиною смерті став серцевий напад.

## Діяльність та спадок
Науково Ердгейм займався перш за все патологіями кісток, а також захворюваннями гіпофіза та кровоносних судин. Кістозний серединний некроз Erdheim-Gsell названо на його честь, як (спів-)першого описувача. 
Щоб вшанувати пам'ять Ердхейма (який, всупереч звичаям того часу, часто утримувався від імені співавтора в наукових публікаціях, випущених під його керівництвом),  американський патологоанатом Генрі Льюїс Джаффе ввів денонім Хвороба Ердхайма-Честера в 1972 році для гістіоцитозу, вперше описаного Вільямом Честером (1903–1974) під час наукового перебування в Ердхаймі . З ім'ям Ердгейма також пов'язаний перший опис краніофарингіоми ("пухлина Ердгейма").
З 1924 року він був пов'язаний з "Krankenhaus der Stadt Wien-Lainz".
Він відзначився у дослідженні гіперпаратиреозу, акромегалії, хвороби Педжета та аномалій гіпофіза. Його ім'я пов'язане з "синдромом Ердхейма", станом, який також відомий як "синдром Скальєтті-Даньїні" (цервікальний спондильоз, вторинний до акромегалії).
Інші епоніми, пов'язані з ним:
- Хвороба Ердгейма: синонім кістозного медіального некрозу.
- Пухлина Ердгейма: синонім краніофарингіоми.

Він використав термін «nanosomia pituitaria» для опису гіпофізарного нанізму.
Основним місцем діяльності Ердхайма в Kaiser-Jubiläums-Spital, нинішня Hietzing Hospital, було названо «Інститут патології та клінічної бактеріології Якоба Ердхайма».
Його колекція препаратів була доставлена до Jaffe  в Нью-Йорк через посередників. Він заповів їх «Генрі Дж. Манкіну» в Бостоні.

## Внесок
Якоб Ердхайм (1874-1937) був віденським патологом, який ідентифікував і визначив категорію пухлин гіпофіза, відомих як краніофарингіоми.  Він назвав ці ураження «пухлинами гіпофізарної протоки» (Hypophysenganggeschwülste), термін, що вказує на їх передбачуване походження із клітинних залишків гіпофізарної протоки, ембріологічної структури, через яку мігрує мішок Ратке, щоб утворити частину гіпофіза.  Він описав дві гістологічні різновиди цих уражень як адамантиноматозний і сквамозно-папілярний типи.  Він також класифікував різні топографії краніофарингіом вздовж осі гіпоталамус-гіпофіз.  Нарешті, він надав перші істотні докази функціональної ролі гіпоталамуса в регуляції обміну речовин і статевих функцій.  Монографія Ердгейма про пухлини гіпофізарної протоки викликала інтерес до клінічних ефектів і діагностики пухлин гіпофіза.  Це, безумовно, сприяло розвитку гіпофізарної хірургії та нейроендокринології.  На роботу Ердхейма великий вплив справили філософія та методи дослідження, представлені Віденській медичній школі видатним патологом Карлом Рокітанським.  Регулярна практика розтинів усіх пацієнтів, які помирають у Віденській міській лікарні (Allgemeines Krankenhaus), а також збереження рідкісних патологічних зразків у величезній колекції, що зберігається в Патолого-анатомічному музеї, стали вирішальними напрямками для визначення Ердхаймом нової категорії розростання епітелію гіпофіза.  Через узагальнене використання терміна краніофарингіома, який замінив оригінальну назву Ердхейма, його фундаментальна робота про пухлини гіпофізарної протоки згадується лише побіжно в більшості статей і монографій про цю пухлину.  Ця стаття має на меті віддати належне фундаментальним проривам Ердхейма, його відкриттю краніофарингіом та їх функціонального пошкодження гіпоталамуса.  Завдяки цим фундаментальним досягненням Якоба Ердхайма слід визнати справжнім батьком краніофарингіом.

## Світлини

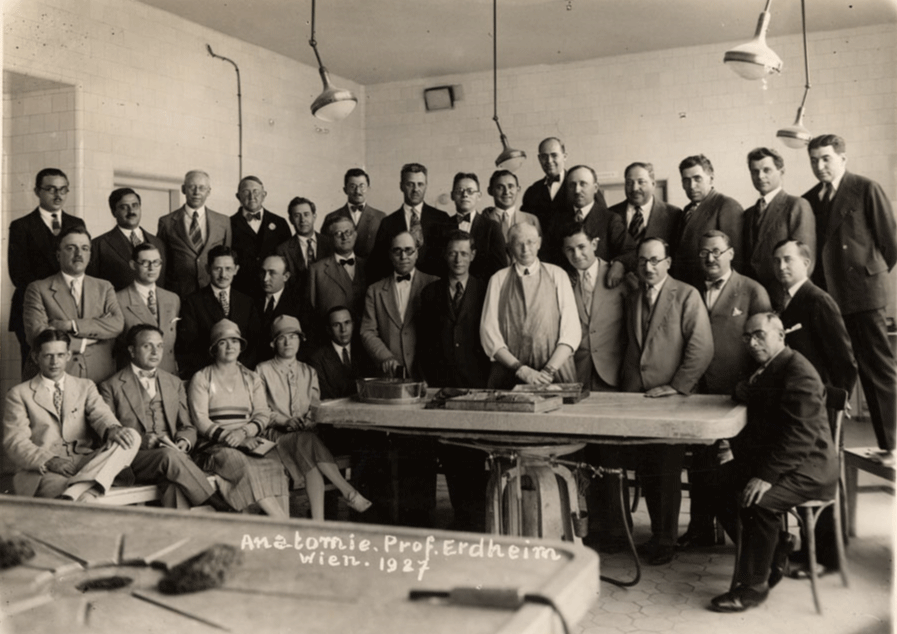
Якоб Ерхайм і студенти та викладачі унверситету у Відні

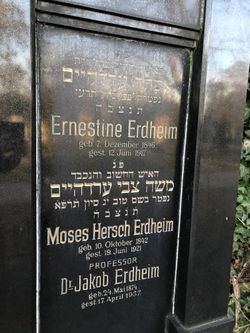
Могила Ердхайма у Відні